# بیمارستان باپتیست (پنساکولا)
بیمارستان باپتیست (پنساکولا) (به انگلیسی: Baptist Hospital (Pensacola)) بیمارستانی در شهر پنساکولا، فلوریدا کشور ایالات متحده آمریکا است که در سال ۱۹۵۱ میلادی ساخته شده و دارای ۴۹۲ تخت است.